# 9 de Julio
9 de Julio – stacja metra w Buenos Aires, na linii D. Znajduje się pomiędzy stacjami Catedral, a Tribunales. Stacja została otwarta 3 czerwca 1937. Planowa jest budowa również stacji metra na linii H.